# Hans Drechsel
Karl Hans Drechsel (* 21. März 1904 in Dresden; † 29. Dezember 1946 im Speziallager Ketschendorf) war ein deutscher Kommunalpolitiker der NSDAP. Er war Oberbürgermeister der Stadt Meißen.

## Leben
Von Ostern 1918 bis 1924 besuchte Hans Drechsel die Fürsten- und Landesschule Meißen, wobei er eine der Freistellen der Stadt Dresden belegte. Bereits während der Schulzeit publizierte er als Obersekundaner erste eigene Artikel, so auch einen kritischen Beitrag über seine Schule im Januar-Heft 1922 der Sportzeitung Sieg, der u. a. zu seinem vorzeitigen Abgang von dieser Schule führte. Nach dem Abitur an der Kreuzschule in Dresden arbeitete er zunächst bis 1927 als kaufmännischer Angestellter. Er studierte dann bis 1931 als Werkstudent Rechts- und Staatswissenschaften an den Universitäten Leipzig und Tübingen.
Von 1924 bis 1926 gehörte Hans Drechsel dem Wikingbund an. Er trat 1930 der SA und zum 1. November desselben Jahres der NSDAP bei (Mitgliedsnummer 359.969). In Leipzig wurde er 1930 Kreisredner, 1932 Gauredner und 1933 Kreisschulungsleiter der NSDAP und war 1933 Mitglied der dortigen Stadtverwaltung. 1934 wurde er Bürgermeister in Markranstädt. Im November 1935 berief ihn der sächsische Reichsstatthalter Martin Mutschmann zum Oberbürgermeister von Meißen. Als solcher war er am 2. Oktober 1936 an der Gründung des Heimatwerkes Sachsen in Dresden beteiligt, dessen Vorsitz Arthur Graefe übernahm. Gleichzeitig war Drechsel auch als NSDAP-Kreisleiter in Meißen aktiv. In dieser Funktion hielt er u. a. am 31. Juli 1936, bekleidet mit einem weißen Sportdress, auf dem Marktplatz in Meißen eine Rede, als hier der Staffelläufer das olympische Feuer auf dem Weg nach Berlin dem nächsten Läufer übergab. Aufgrund der im Oktober 1937 verordneten Lösung bisheriger Personalunionen gab es die Funktion des Kreisleiters an seinen Parteigenossen Herbert Böhme aus Freiberg ab.
Nach der deutschen Besetzung Polens im Zweiten Weltkrieg wurde Hans Drechsel noch im September 1939 Stadthauptmann von Piotrków (deutsch: Petrikau), das durch deutsche Luftangriffe stark zerstört worden war. Die Kreishauptleute verteilten den knappen Wohnraum um, indem sie für die jüdische Bevölkerung ein Ghetto schufen. Drechsel zwang zunächst 10.000 Juden in 182 Häuser mit 4.178 Räumen. Im März 1940 lebten, verursacht durch weitere Vertreibungen aus dem Umland, bereits 12.397 Menschen im Ghetto in Petrikau. Im Oktober 1940 wurde er zum Stadthauptmann von Kielce ernannt. Bereits im darauffolgenden Jahr erließ er eine Verordnung zur Einrichtung eines separaten Wohnviertels für Juden in Kielce, wohin diese alle bis zum Stichtag 5. April 1941 zwangsweise umziehen mussten. Am besagten Tag erklärte Drechsel dieses Wohnviertel zum Seuchenschutzgebiet, das streng von der Polizei überwacht wurde. Ab Jahresmitte 1941 war Drechsel in Personalunion Kreishauptmann von Kielce.
Anfang 1945 kam er wegen eines Dienststrafverfahrens in Haft. Im April 1945 kehrte Drechsel nach Meißen zurück, ohne sein Amt als Oberbürgermeister wieder zu übernehmen. Nach Ende des Zweiten Weltkrieges gelangte er in sowjetische Internierungshaft, in der er Ende 1946 im Speziallager Ketschendorf verstarb.

## Familie
Hans Drechsel war verheiratet mit der Arzttochter Charlotte Emilie (Lotti), geborene Thiele. Das Paar hatte einen Sohn.